# کوری آلبانو
کوری آلبانو (انگلیسی: Corey Albano؛ زادهٔ ۲۸ ژوئیهٔ ۱۹۷۵) بازیکن بسکتبال اهل ایالات متحده آمریکا است.